# Леудад
Леудад (VI век) — святой игумен Бардсейский. День памяти — 15 января.
Святой Леудад, или Ллеудадд (Lleudadd), или Лаудат (Laudatus) был игуменом на острове Бардси (Bardsey), Карнарвон (Carnarvon) после св. Кадфана (Cadfan, память 1 ноября). Известно, что он сопровождал св. Кадфана во время поездки в Бретань (Brittany). Иногда его отождествляют со св. Ло из Кутанса (Lo of Coutances), или Лауто (Lauto, память 22 сентября).